# Puntig korstmoswier
Puntig korstmoswier (Caulacanthus okamurae) is een roodwier uit de klasse Florideophyceae. De wetenschappelijke naam van de soort werd in 1933 voor het eerst geldig gepubliceerd door Yukio Yamada.

## Kenmerken
Puntig korstmoswier is donkerbruin van kleur en groeit als een kruipende, wollige massa over stenen/oesters en andere wieren. Zo vormt het kluwens tot 10 centimeter in diameter en tot 30 millimeter hoog.

## Verspreiding
Puntig korstmoswier is een kleine rode alg, afkomstig uit Azië en de Indo-Pacific. Geïntroduceerde populaties zijn bekend uit Europa en de westkust van Noord-Amerika. Het is een zodevormende alg die groeit in dichte aggregaties in de midden- tot hogere intergetijdengebied van blootgestelde rotskusten en meer beschutte gebieden. In Californië bleek dat geïntroduceerde populaties het aantal slakken en zeepokken verminderde, maar op hun beurt het aantal algen, roeipoot- en mosselkreeftjes deed toenemen.